# La Roda de Andalucía
La Roda de Andalucía est une commune située dans la province de Séville de la communauté autonome d'Andalousie en Espagne.

## Géographie

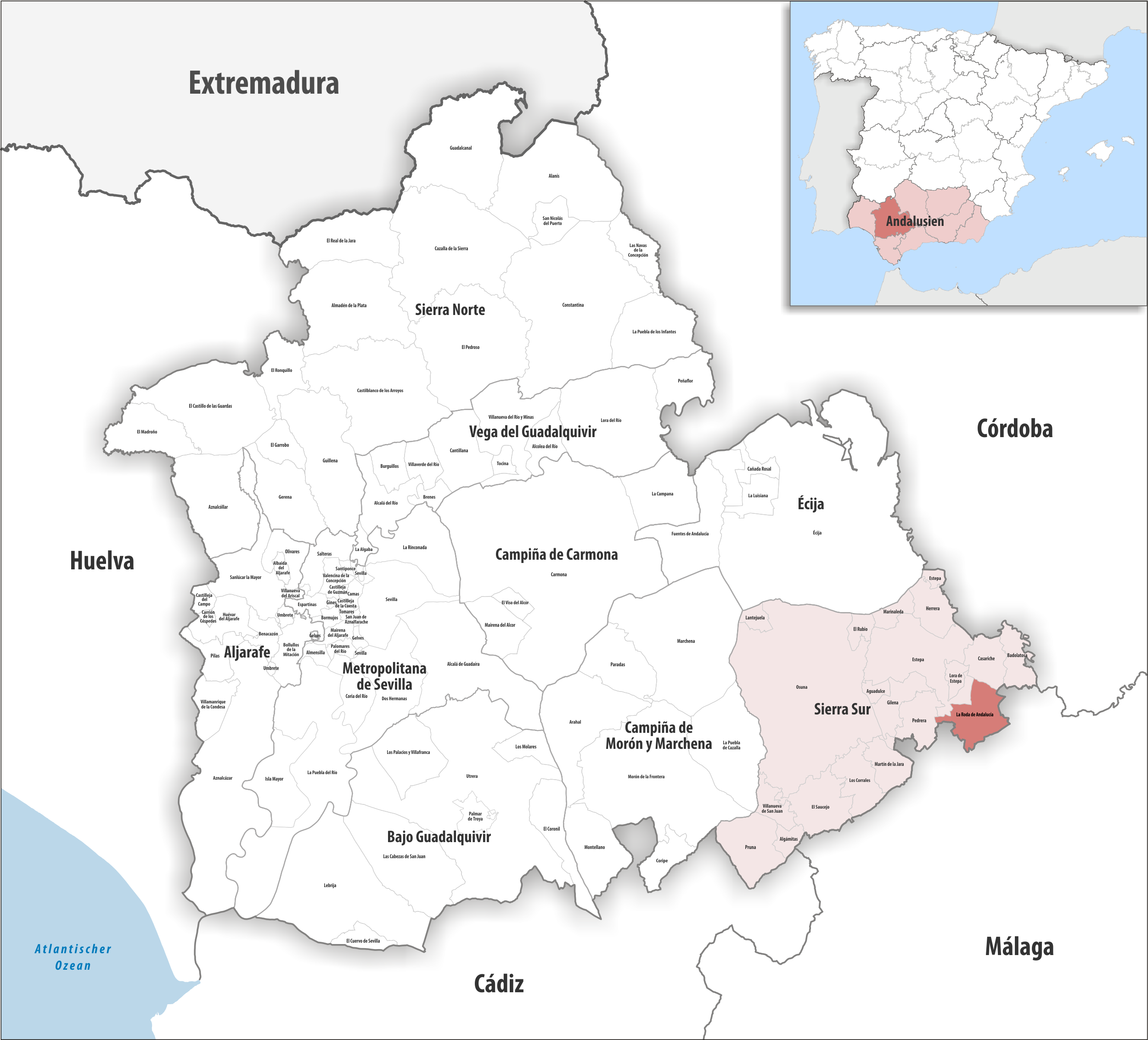
La Roda de Andalucía dans la comarque Sierra sud de Séville, province de Séville / en Andalousie

### Localisation
La commune de La Roda de Andalucía est dans la pointe sud-est de la province de Séville et dans l'est de la comarque Sierra sud de Séville ; elle jouxte quatre communes de la province de Malaga au sud et à l'est.
Séville est à 109 km ouest ;
Madrid à 491 km nord ;
Malaga à 90 km sud-est ;
Gibraltar à 195 km sud-sud-ouest (distances par route).

### Communes voisines
La Roda de Andalucía jouxte la comarque d'Antequera (province de Malaga) de l'est au sud avec les communes d'Alameda, de Humilladero et de Fuente de Piedra ; et la comarque de Guadalteba (province de Malaga) au sud-ouest avec la commune de Sierra de Yeguas. 
Toutes les communes voisines dans la province de Séville font partie de la comarque Sierra sud de Séville.

### Hydrographie
La commune est traversée par la rivière de las Yeguas (es), affluent du Genil et sous-affluent du Guadalquivir. Ce cours d'eau prend source sur Campillos au sud-ouest, traverse Sierra de Yeguas, arrive sur La Roda de Andalucía et en ressort au nord-est pour rejoindre Casariche au nord-est.

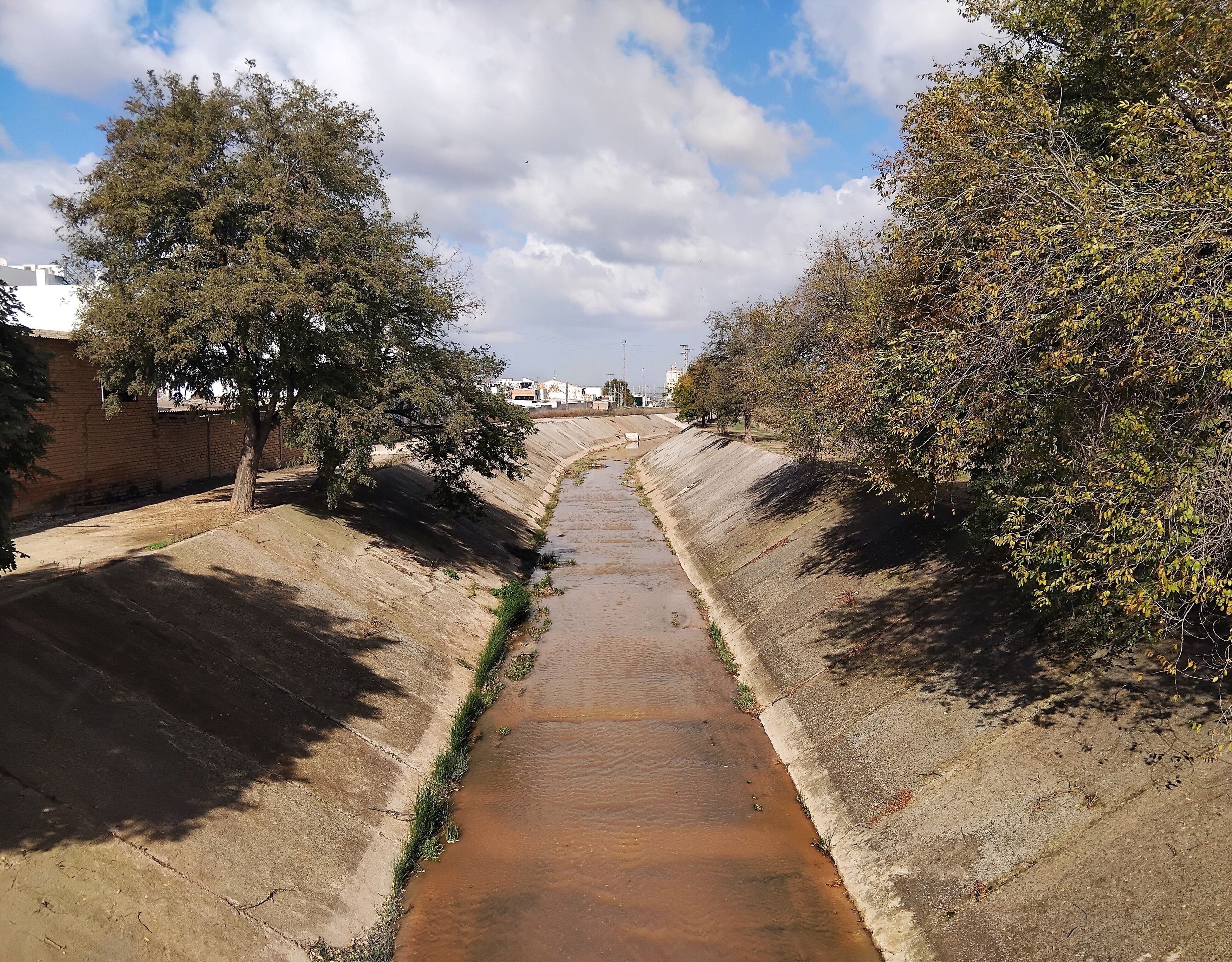
Le Yeguas à La Roda

## Administration
| Période                                  | Période | Identité | Étiquette | Qualité |
| ---------------------------------------- | ------- | -------- | --------- | ------- |
| N/A                                      | N/A     | N/A      | N/A       | Maire   |
| Les données manquantes sont à compléter. |         |          |           |         |

### Jumelage
- Castel Madama (Italie) depuis 2002.

## Personnalités liées à la commune
- Ana París García (1898-1938), leader syndicale espagnole, militante de l'UGT, condamnée à mort par le garrot par les nationalistes durant la guerre d'Espagne, est née à La Roda de Andalucía.